# Nhóm lập quốc Hoa Kỳ
Nhóm lập quốc Hoa Kỳ hay Các Kiến Quốc Phụ (tiếng Anh: Founding Fathers of the United States hay Founding Fathers) là một nhóm gồm các cá nhân đã đứng lên thống nhất và lãnh đạo mười ba thuộc địa Anh ở Bắc Mỹ trong cuộc Cách mạng Mỹ chống lại thẩm quyền của Vương quốc Anh. Đồng thời, những nhân vật này còn góp phần xây dựng nền móng để thành lập chính phủ Hoa Kỳ dựa theo chủ nghĩa cộng hòa trong khoảng thời gian cuối thế kỷ 18. Các thành viên trong nhóm lập quốc đến từ nhiều tầng lớp kinh tế-xã hội, thuộc các dân tộc khác nhau và có nghề nghiệp khác nhau. Một số nhân vật trong nhóm lập quốc không có kinh nghiệm chính trị. Trong phần lớn thế kỷ 19, những cá nhân này được gọi là "Người sáng lập" hoặc "Tổ phụ". Đến năm 1916, Tổng thống Warren G. Harding đã dùng cụm từ Founding Fathers để đặt tên cho nhóm này.
Vào năm 1973, nhà sử học Richard B. Morris đã xác định 7 thành viên chủ chốt của nhóm lập quốc dựa trên vai trò quan trọng của họ trong việc xây dựng một cơ cấu chính phủ mới. Các cá nhân này bao bao gồm: John Adams, Benjamin Franklin, Alexander Hamilton, John Jay, Thomas Jefferson, James Madison, và George Washington. Adams, Jefferson, và Franklin làm việc trong Ủy ban Năm người (tiếng Anh: Committee of Five) có trách nhiệm soạn thảo Tuyên ngôn Độc lập. Hamilton, Madison, và Jay là các tác giả của tập Luận cương Chủ nghĩa Liên bang (tiếng Anh: The Federalist Papers) nhằm ủng hộ việc phê chuẩn Hiến pháp. Sau này, khi Jay và Adams soạn thảo bản Hiến pháp riêng cho tiểu bang của họ là New York (1777) và Massachusetts (1780), cả hai đều sử dụng ngôn từ tương đồng với bản Hiến pháp Liên bang trước đó. Jay, Adams và Franklin đã đàm phán Hiệp định Paris (1783) để chính thức chấm dứt Chiến tranh Cách mạng Hoa Kỳ. Washington đóng vai trò vừa là Tổng tư lệnh của Lục quân Lục địa và vừa là chủ tịch của Hội nghị Lập hiến. Sau này, tất cả đều phục vụ ở các vị trí quan trọng trong giai đoạn đầu của chính phủ của Hoa Kỳ. Washington, Adams, Jefferson, Madison là 4 vị Tổng thống Hoa Kỳ đầu tiên. Trong khi đó, Jay là Chánh án đầu tiên của Toà án Tối Cao Hoa Kỳ, Hamilton là người đầu tiên giữ chức vụ Bộ trưởng Tài chính, còn Franklin thì trở thành một nhà lãnh đạo cấp cao của Hoa Kỳ, và sau này trở thành Thống đốc Thịnh vượng chung Pennsylvania.
Một số nhà sử học đã áp dụng thuật ngữ "Người thành lập tổ tiên" cho một nhóm lớn hơn, bao gồm không chỉ những người ký tên và người biên soạn Hiến pháp mà còn cả những người, dù là chính trị gia, luật gia, chính khách, lính, nhà ngoại giao hay công dân bình thường, đã tham gia cuộc chiến tranh giành độc lập và khai sinh nước Hoa Kỳ.
Thuật ngữ Founding Fathers đôi khi cũng được sử dụng hẹp hơn để đề cập đến những người đã ký kết bản Tuyên ngôn Độc lập năm 1776 mặc dù 4 nhà lập quốc quan trọng là George Washington, John Jay, Alexander Hamilton, và James Madison chưa từng ký bản Tuyên ngôn năm đó. Đồng thời, cần hiểu rằng những người đã ký bản Tuyên ngôn Độc lập (Signer) không hoàn toàn phải là những cá nhân đã xây dựng nền móng cho chính phủ Hoa Kỳ (Framer). Cơ quan Lưu trữ Quốc gia Hoa Kỳ đã định nghĩa rằng những người xây dựng nền móng cho chính phủ (Framer) là 55 cá nhân được đề cử để đại diện cho mỗi bang tham dự Đại hội Lập hiến năm 1787 và đóng góp vào công cuộc xây dựng bản thảo của Hiến pháp. Trong tổng số 55 người tham dự Đại hội năm đó, chỉ có 39 người đã ký bản thảo của Hiến pháp Hoa Kỳ.
Hai cách hiểu khác của nhóm Lập quốc bao gồm: 1) những người đã ký kết bản thảo Hiệp hội Lục địa (tiếng Anh: Continental Association) - một lệnh cấm thương mại cũng như là đòn đánh tập thể đầu tiên của người Mỹ vào Anh nhằm phản đối sự kiểm soát cũng như việc ban hành Đạo luật Không thể Dung thứ (tiếng Anh: Intolerable Act) của phía Anh; 2) những cá nhân đã ký Các Điều khoản Hợp bang - văn bản Hiến pháp đầu tiêng của Hoa Kỳ.